# 岩切敏
岩切 敏（いわきり さとし）は、日本の外交官。2019年11月から駐マラウイ共和国特命全権大使。元国際協力機構（JICA）理事長特別補佐。元政策研究大学院大学（GRIPS）教授。岩手県出身。

## 人物・経歴
1982年、上智大学法学部卒業。大学卒業後、国際協力事業団（現・国際協力機構）に入団。1993年～1994年まで、外務省経済協力局無償資金協力課に出向。その後、国際協力事業団中華人民共和国事務所次長、JICA理事長室次長兼秘書役、政策研究大学院大学（GRIPS）教授、JICA中東・欧州部次長、同企画部審議役兼 中小企業等海外展開支援総括室長、中小企業支援担当特命審議役（中小企業支援室長）、国内事業部長を経て、2019年4月から理事長特別補佐（国内連携担当）を務める。JICAの国内拠点15ヵ所との横断的調整や、地方創生や民間連携を始めとする市民参加協力事業の強化などを所掌。同年11月より、駐マラウイ共和国特命全権大使。2022年12月依願免職。